# كمال منصور (مخرج)
كمال منصور (4 يونيو 1971 -) هو مخرج وممثل مصري، ولد عام 1971 بالقاهرة، كانت بدايته خلال فترة التسعينيات حيث عمل كمخرج مساعد في عدد من الأعمال من أبرزها فيلم (المصير) عام 1997، بينما بدايته كممثل كانت عام 1994، حين شارك بفيلم (المهاجر) بصوته، من أبرز أعماله أيضاً (على كف عفريت، العالمي).

## أعماله

### إخراج
الإسكندراني
2024 - فيلم
مخرج منفذ
أبو العروسة ج2
2018 - مسلسل
مخرج
أبو العروسة
2017 - مسلسل
مخرج
ليلة
2016 - مسلسل
مخرج منفذ
على كف عفريت
2013 - مسلسل
مخرج
أهل كايرو
2010 - مسلسل
مخرج منفذ
العالمي
2009 - فيلم
مخرج منفذ
حكايات وبنعيشها: مجنون ليلى
2009 - مسلسل
مخرج منفذ
الريس عمر حرب
2008 - فيلم
مخرج مساعد
حين ميسرة
2007 - فيلم
مخرج مساعد
هي فوضى؟
2007 - فيلم
مخرج
خيانة مشروعة
2006 - فيلم
مخرج مساعد
ويجا
2005 - فيلم
مخرج مساعد
المصير
1997 - فيلم

### تمثيل
حلاوة الدنيا
2017 - مسلسل
شريف طليق ساره
ليلة
2016 - مسلسل
مريم
2015 - مسلسل
الشتا اللي فات
2013 - فيلم
المواطن إكس
2011 - مسلسل
أهل كايرو
2010 - مسلسل
حين ميسرة
2007 - فيلم
ويجا
2005 - فيلم
المهاجر
1994 - فيلم
صوت إخناتون

### انتاج
لعبة شيطان
2022 - فيلم
المشرف العام